# Virginia Foureaux
Louise Marie Foureaux Sivertus, de nombre artístico Virginia Foureaux (Suecia, c.1850-julio de 1930), fue una artista de circo en la modalidad de ecuyere o acróbata ecuestre, célebre por haber iniciado junto a su esposo Gabriel Aragón la famosa dinastía de payasos españoles, la Familia Aragón.

## Biografía

### Orígenes
Virginia Foureaux provenía de una prestigiosa familia de artistas de origen francés instalados en Estocolmo a raíz de la proclamación del mariscal francés Jean-Baptiste Bernadotte como rey de Suecia con el nombre de Carlos XIV.

#### Antepasados destacados
- Jean-Adolphe Foureaux (padre de Virginia; Estocolmo, 1824-1887), oficial jefe de caballería del ejército sueco y experto domador, director y propietario del Grand Cirque Foureaux, casado con la hija de un noble sueco.
- Jacques Fouraux (abuelo de Virginia), francés trasladado a Suecia, director y fundador en 1805 del Grand Cirque Foureaux.
- Jean Baptiste Fouraux (bisabuelo de Virginia), francés, fundador de la dinastía Fouraux y líder de una famosa compañía itinerante de artistas callejeros.[¿cuál?]

### Matrimonio
Virginia Foureaux se casó con Gabriel Aragón Gómez al que conoció durante una estancia del Grand Cirque Foureaux en la ciudad española de Granada. Según cuenta la tradición familiar, Gabriel era un joven seminarista perteneciente a la burguesía granadina del siglo XIX. Justo cuando estaba a punto de convertirse en sacerdote, llegó el “Grand Cirque Foureaux” hasta la ciudad, con su espectáculo de caballos en el que la estrella era la hija del dueño, Virginia Foureaux, hábil ecuyère. Gabriel se enamoró de ella y consiguió que le contrataran de mozo de pista en el circo, pero ella aseguraba que sólo se casaría con un gran payaso. Para lograrlo, Gabriel se convirtió en el fundador de la dinastía, con el nombre de El Gran Pepino, creando la escuela de los payasos musicales, hasta que logró casarse con Virginia.

### Hijos
Gabriel y ella tuvieron quince hijos, de los cuales al menos ocho desarrollaron una carrera artística circense:
- Arturo Aragón Foureaux (f. 1898), payaso, más conocido como Tonino. Formó junto a su padre el dúo de payasos Pepino y Tonino.
- Elena Aragón Foreaux (1872-1886), trapecista. Fallecida durante una actuación a los catorce años.
- Virginia Aragón Foreaux (n. 1876), funambulista. Casada con el payaso Guerra.
- Emilio Aragón Foureaux  (1881-1946), payaso, más conocido como Emig.
- Teodoro Aragón Foureaux  (1885-1974), payaso, más conocido como Thedy.
- José María Aragón Foureaux (1887-1970), payaso, más conocido como Pompoff.
- Ulda Aragón Foreaux, trapecista junto a su hermana Isabel.
- Isabel Aragón Foreaux, trapecista junto a su hermana Ulda.